# Sicya mesapia
Sicya mesapia är en fjärilsart som beskrevs av Druce 1892. Sicya mesapia ingår i släktet Sicya och familjen mätare. Inga underarter finns listade i Catalogue of Life.